# Mikalojus Daukša
Mikalojus Daukša (po roce 1527 – 16. února, 1613) byl litevsky a latinsky píšícím autorem duchovní literatury, překladatelem a představitelem katolické církve. Je jedním z nejznámějších kodifikátorů a propagátorů litevského jazyka. V litevštině zavedl používání některých neologismů, jako např. slov mokytojas (učitel), įkvėpimas (inspirace) či išmintis (moudrost).